# Lammetalbahn
| Streckennummer (DB): | 1822                    |                             |                             |
| Kursbuchstrecke (DB): | 373                     |                             |                             |
| Kursbuchstrecke: | 179f (1934) 202f (1946) |                             |                             |
| Streckenlänge: | 32 km                   |                             |                             |
| Spurweite: | 1435 mm (Normalspur)    |                             |                             |
| Streckengeschwindigkeit: | 60 km/h                 |                             |                             |
| Zugbeeinflussung: | PZB                     |                             |                             |
| |                         |                             |                             |
| \| \| \| von Hildesheim \| \| \| \| 31,70 \| Groß Düngen \| Groß Düngen \| \| \| \| nach Goslar \| \| \| \| 29,380 \| Wesseln \| Wesseln \| \| \| 27,600 \| Bad Salzdetfurth Solebad \| Bad Salzdetfurth Solebad \| \| \| \| Lamme \| \| \| \| 26,310 \| Bad Salzdetfurth (ehem. Bf) \| Bad Salzdetfurth (ehem. Bf) \| \| \| 26,127 \| Bad Salzdetfurth Awanst \| Bad Salzdetfurth Awanst \| \| \| 22,800 \| Bodenburg (neuer Hp) \| Bodenburg (neuer Hp) \| \| \| 22,40 \| Bodenburg (alter Bf) \| Bodenburg (alter Bf) \| \| \| \| nach Elze \| \| \| \| 19,10 \| Sehlem \| Sehlem \| \| \| 17,80 \| Harbarnsen \| Harbarnsen \| \| \| 14,20 \| Graste \| Graste \| \| \| 12,30 \| Lamspringe \| Lamspringe \| \| \| 9,00 \| Gehrenrode \| Gehrenrode \| \| \| 4,60 \| Altgandersheim \| Altgandersheim \| \| \| \| von Börßum \| \| \| \| 0,00 \| Bad Gandersheim (ehem. Bf) \| Bad Gandersheim (ehem. Bf) \| \| \| \| nach Kreiensen \| \| \| \| \| \| \| \| Quellen: [1][2] \| \| \| \| |                         |                             |                             |
| Strecke |                         | von Hildesheim              | von Hildesheim              |
| Bahnhof | 31,70                   | Groß Düngen                 | Groß Düngen                 |
| Abzweig geradeaus und nach links |                         | nach Goslar                 | nach Goslar                 |
| Haltepunkt / Haltestelle | 29,380                  | Wesseln                     | Wesseln                     |
| Haltepunkt / Haltestelle | 27,600                  | Bad Salzdetfurth Solebad    | Bad Salzdetfurth Solebad    |
| Brücke über Wasserlauf |                         | Lamme                       | Lamme                       |
| Haltepunkt / Haltestelle | 26,310                  | Bad Salzdetfurth (ehem. Bf) | Bad Salzdetfurth (ehem. Bf) |
| Abzweig geradeaus und nach rechts | 26,127                  | Bad Salzdetfurth Awanst     | Bad Salzdetfurth Awanst     |
| Haltepunkt / Haltestelle Strecke ab hier außer Betrieb | 22,800                  | Bodenburg (neuer Hp)        | Bodenburg (neuer Hp)        |
| Bahnhof (Strecke außer Betrieb) | 22,40                   | Bodenburg (alter Bf)        | Bodenburg (alter Bf)        |
| Abzweig geradeaus und nach rechts (Strecke außer Betrieb) |                         | nach Elze                   | nach Elze                   |
| Bahnhof (Strecke außer Betrieb) | 19,10                   | Sehlem                      | Sehlem                      |
| Bahnhof (Strecke außer Betrieb) | 17,80                   | Harbarnsen                  | Harbarnsen                  |
| Bahnhof (Strecke außer Betrieb) | 14,20                   | Graste                      | Graste                      |
| Bahnhof (Strecke außer Betrieb) | 12,30                   | Lamspringe                  | Lamspringe                  |
| Bahnhof (Strecke außer Betrieb) | 9,00                    | Gehrenrode                  | Gehrenrode                  |
| Bahnhof (Strecke außer Betrieb) | 4,60                    | Altgandersheim              | Altgandersheim              |
| Abzweig ehemals geradeaus und von links |                         | von Börßum                  | von Börßum                  |
| Haltepunkt / Haltestelle | 0,00                    | Bad Gandersheim (ehem. Bf)  | Bad Gandersheim (ehem. Bf)  |
| Strecke |                         | nach Kreiensen              | nach Kreiensen              |
| |                         |                             |                             |
| Quellen: |                         |                             |                             |

Die Lammetalbahn ist eine eingleisige, nicht elektrifizierte Nebenbahn, die in Groß Düngen von der Bahnstrecke Hildesheim–Goslar abzweigt und heute über Bad Salzdetfurth nach Bodenburg führt. Von dort verlief sie weiter über Lamspringe nach Bad Gandersheim an der Braunschweigischen Südbahn.
Das verbliebene Reststück, das komplett auf dem Gebiet der Stadt Bad Salzdetfurth liegt, dient heute überwiegend dem Touristen- und Pendlerverkehr. Die Strecke folgt hier dem Fluss Lamme. Die Strecke wird von der Regionalbahnlinie RB 79 der DB-Tochter Regionalverkehre Start Deutschland betrieben.

## Geschichte

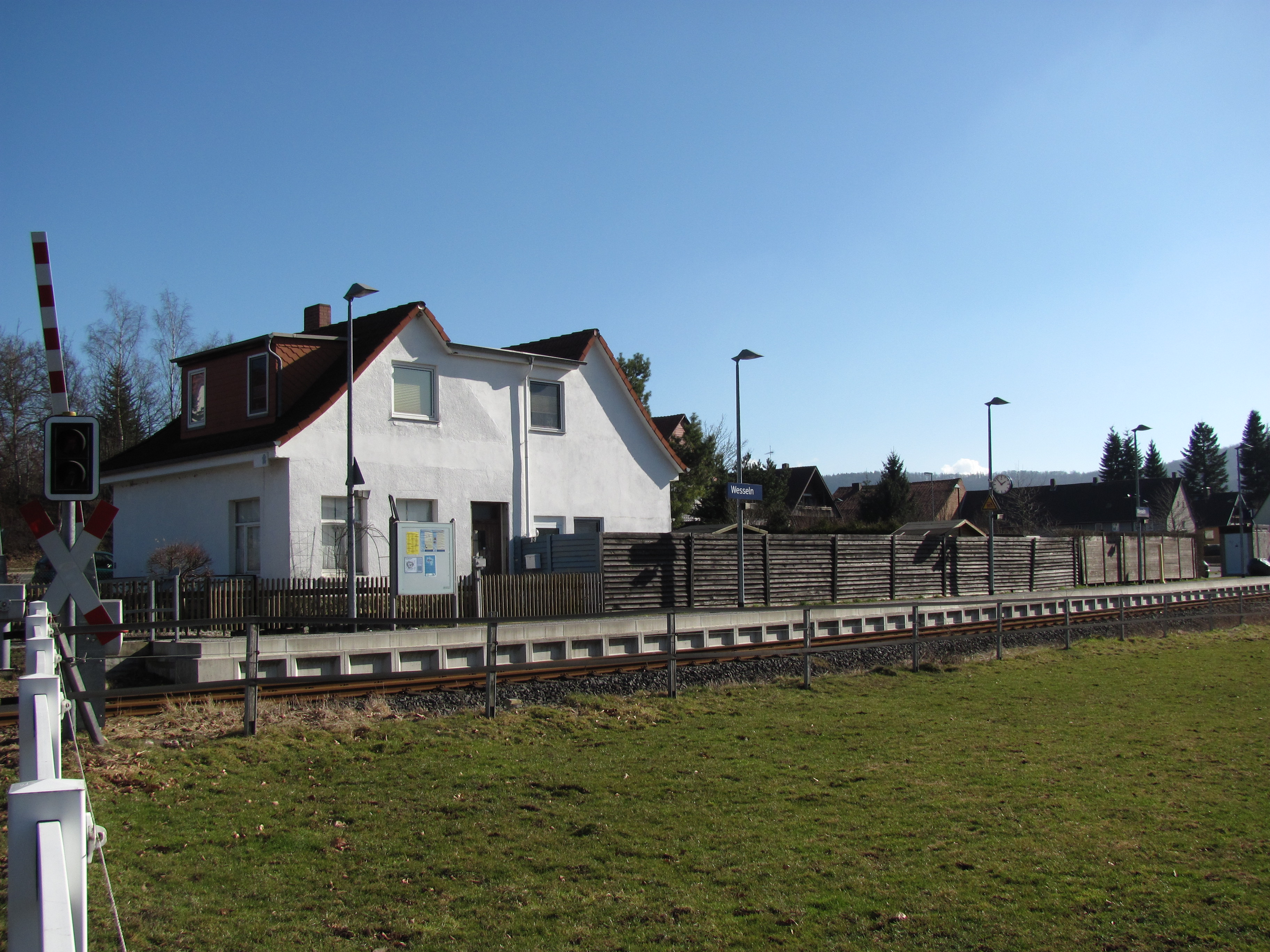
Haltepunkt Wesseln

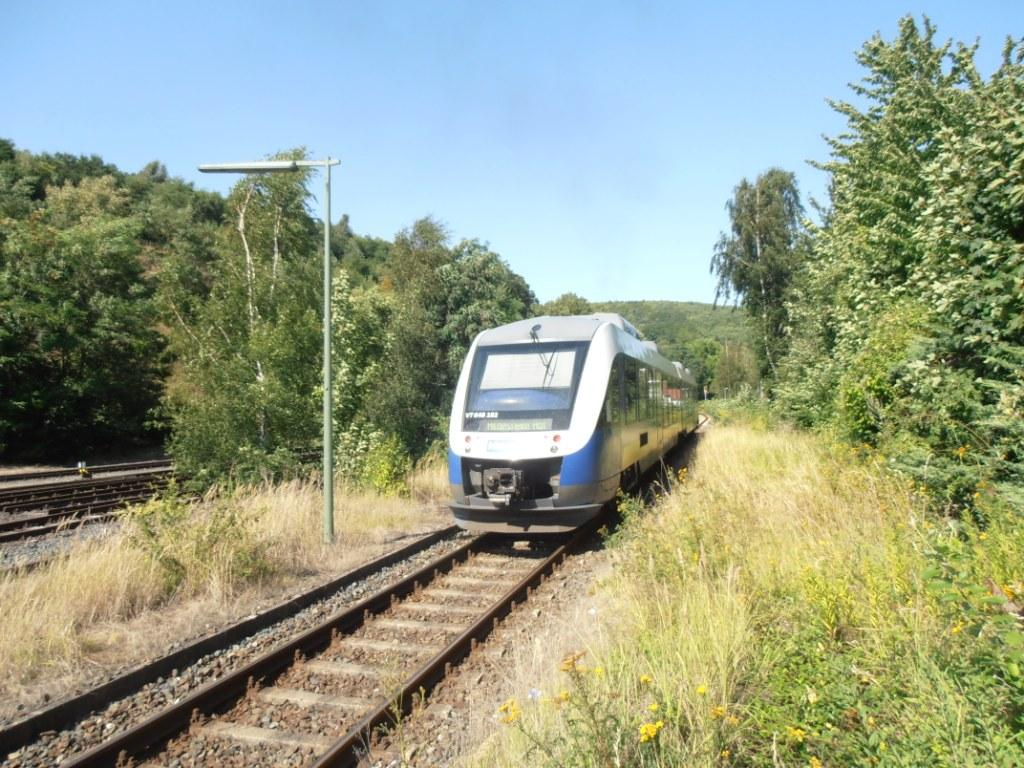
Zugausfahrt aus Bad Salzdetfurth

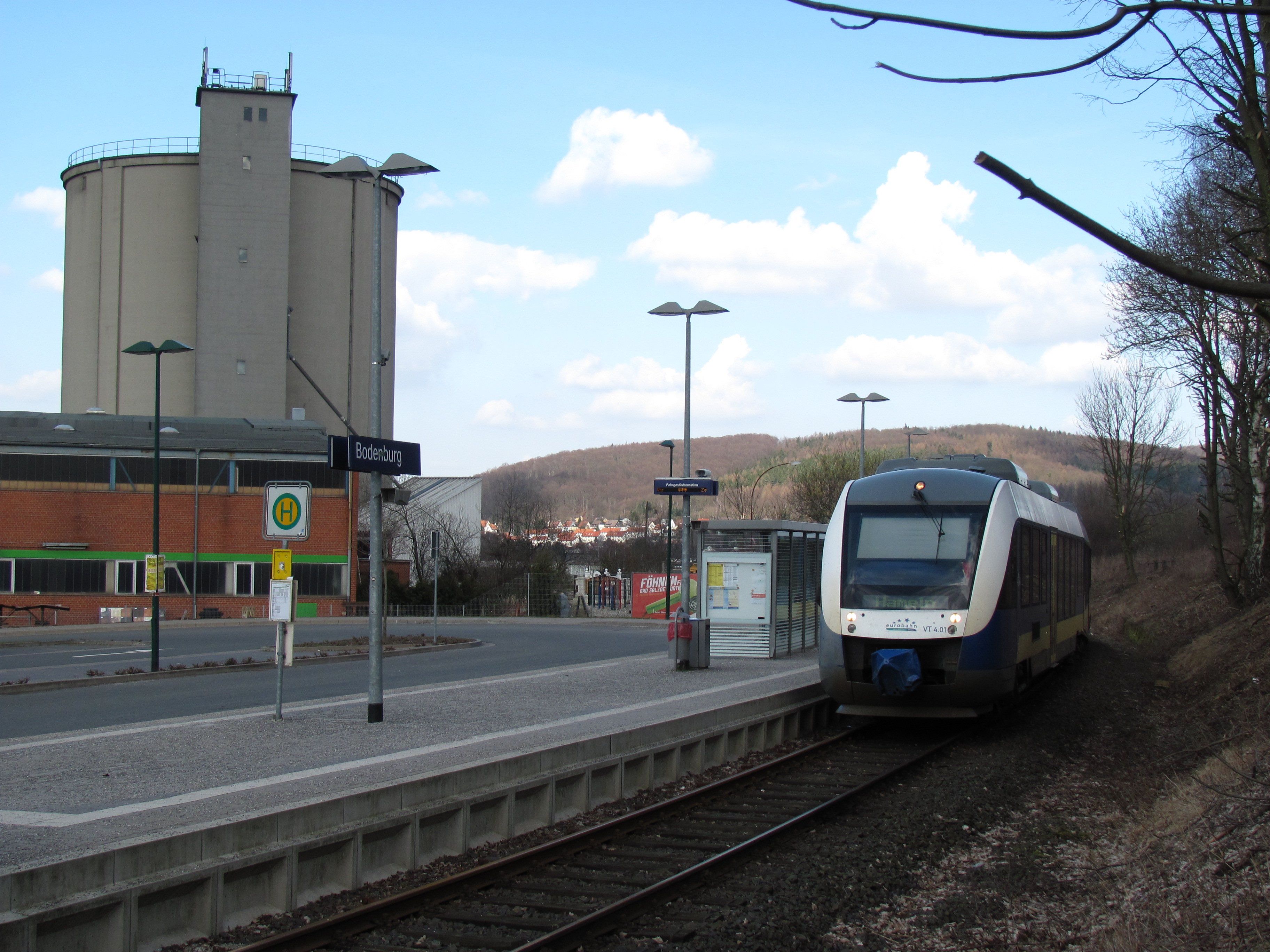
Endstation in Bodenburg

Der erste Abschnitt von Groß Düngen nach Bad Salzdetfurth wurde am 1. Oktober 1900 eröffnet. Bis zum 7. November 1901 war die Strecke nach Bodenburg verlängert worden, wo sie auf die am selben Tag eröffnete Verlängerung der Stichstrecke der Staatsbahn von Elze an der Hannöverschen Südbahn nach Gronau (Leine) traf. Am 1. Oktober 1902 wurde der letzte Abschnitt von Bodenburg über Lamspringe nach Bad Gandersheim dem Verkehr übergeben. Profitiert von der Bahn haben vor allem die Landwirtschaft und die Industrie. Über Gleisanschlüsse verfügten unter anderem Zuckerfabriken, Kalkwerke und das Kaliwerk in Salzdetfurth.
Ab 1913 wurden auf der Strecke Wittfeld-Akkumulatortriebwagen eingesetzt.
In den 1960er Jahren nahm die Bedeutung der Strecke aufgrund des zunehmenden Lastwagenverkehrs und des dadurch bedingten Rückgangs des Transportaufkommens ab. 1966 wurde der Personenverkehr, 1974 auch der Güterverkehr auf der benachbarten Strecke zwischen Elze und Bodenburg aufgegeben. Zwischen Bad Gandersheim und Bodenburg wurde der Personenverkehr nach dem 27. September 1975 eingestellt. Zum Jahresbeginn 1982 wurde dann zunächst der Abschnitt zwischen Sehlem und Harbarnsen auch im Güterverkehr aufgegeben, am 31. Mai 1985 folgte die Teilstrecke zwischen Harbarnsen und Lamspringe und am 30. Mai 1987 schließlich der Teil zwischen Bodenburg und Sehlem. In diesen Abschnitten wurde die Trasse beim Bau der Schnellfahrstrecke Hannover–Würzburg zerschnitten. Aufgrund der geplanten Stilllegung wurde bei Planung und Bau der Neubaustrecke in den 1980er Jahren kein Kreuzungsbauwerk bei Lamspringe mehr vorgesehen. Bei Planung und Bau der Talbrücke Kassemühle der Neubaustrecke westlich von Sehlem wurde die Strecke hingegen noch berücksichtigt.
Die Gleise von Bad Gandersheim nach Lamspringe wurden 1994 abgebaut. Altgandersheim und Lamspringe wurden bis fast zuletzt von kleineren Güterzügen bedient (v. a. landwirtschaftliche Güter, spätherbstliche Zuckerrübenkampagne in Altgandersheim, Holztransporte der Firma Cetto in Lamspringe). Bis Ende der 1980er Jahre hatte außerdem die damalige Firma Auer S.O.G (heute Auer Lighting) im Bad Gandersheimer Norden einen Gleisanschluss. Noch früher gab es u. a. die Maschinenfabrik Fricke und eine Porzellanfabrik, beide Lamspringe, die diese Strecke nutzten.
Auch der Abschnitt von Groß Düngen nach Bodenburg war in den 1980er und 1990er Jahren von der Stilllegung bedroht, auf Druck des Landes und der Stadt Salzdetfurth blieb er jedoch erhalten. Von 2001 bis 2003 wurde er renoviert, dabei wurde am Solebad eine neue Station eingerichtet. Der 1991 aufgegebene Bahnhof Wesseln wurde nach einer Modernisierung 2003 wieder in Betrieb genommen. Der alte Bahnhof Bodenburg wurde aufgegeben, um einen Bahnübergang zu sparen, und durch einen einfachen Endhaltepunkt einige hundert Meter östlich des ehemaligen Bahnhofes ersetzt. So konnte auch ein kombinierter Bahnsteig für Zug und Bus errichtet werden, sodass die Reisenden schnell und mit kurzem Umsteigeweg ihre Anschlüsse nach Bockenem und Bad Gandersheim erreichen.
Mit der Betriebsaufnahme der eurobahn im Dezember 2003 wurde das Busangebot im Lammetal zugunsten der Schiene angepasst. Gleichzeitig wurde das bestellte Verkehrsangebot auf der Schiene durch die LNVG um 160 % ausgeweitet. Durch das veränderte Betriebsangebot konnte die Zahl der Reisendenkilometer auf der Strecke bis 2006 um 240 % gesteigert werden.

## Heutige Bedeutung
Die Eurobahn übernahm am 14. Dezember 2003 den Verkehr von der Deutschen Bahn AG. Zum Fahrplanwechsel im Dezember 2011 hat dann die NordWestBahn den Personenverkehr übernommen, seit Dezember 2021 führt die DB-Tochter Regionalverkehre Start Deutschland den Verkehr durch. Start befährt außer sonntags morgens die Strecke von Bodenburg über Groß Düngen mit Durchbindung nach Hildesheim im Stundentakt. Der Fahrplan, dessen Symmetriezeit vier Minuten später als üblich liegt, ist auf die Anschlüsse in Hildesheim kurz vor der halben Stunde nicht optimal ausgerichtet. Die meisten Züge fahren weiter auf der Weserbahn nach Hameln und Löhne.
Seit Dezember 2019 kommt auf der Linie Hildesheim–Bodenburg der ROSA Tarifverbund zur Anwendung, wenn im Vor- oder Nachlauf eine Busverbindung genutzt wird, die über den Gültigkeitsbereich der Anschlussmobilität im Niedersachsentarif hinausgeht.
Es werden LINT-Triebwagen aus dem Fahrzeugpool der Landesnahverkehrsgesellschaft Niedersachsen eingesetzt.
Nach Bad Salzdetfurth fand im Jahr 2012 montags bis freitags auch Güterverkehr statt. Eingesetzt werden dort Loks der Baureihe 261. Die Züge kommen aus dem Rangierbahnhof Hannover-Linden. Von dort aus fahren sie über Lehrte und Sehnde nach Hildesheim und anschließend weiter nach Bad Salzdetfurth.
Der Abschnitt Bad Gandersheim–Lamspringe ist heute ein asphaltierter Rad- und Wanderweg, der durch die offene, leicht hügelige Heberbörde entlang umfangreicher Naturhecken durch Wiesen und Felder vorbei an Skulpturen unterschiedlicher Genres führt (Siehe: Skulpturenweg Lamspringe–Bad Gandersheim). Sehenswert sind die beiden großen Natursteinviadukte von etwa 1900 im Stadtgebiet von Bad Gandersheim, die unter Denkmalschutz stehen.